# 5. ceremonia wręczenia nagród Stowarzyszenia Nowojorskich Krytyków Filmowych
5. ceremonia wręczenia nagród Stowarzyszenia Nowojorskich Krytyków Filmowych – odbyła się w 1940. Ogłoszenie laureatów miało miejsce 27 grudnia 1939. Podczas gali wręczono nagrody w pięciu kategoriach – dla najlepszego filmu, reżysera, aktora, aktorki i filmu zagranicznego – za rok 1939.

## Laureaci i nominowani
Opracowano na podstawie materiału źródłowego:

### Najlepszy film
- Wichrowe Wzgórza
- Przeminęło z wiatrem
- Pan Smith jedzie do Waszyngtonu

### Najlepszy reżyser
- John Ford – Dyliżans
- Ernst Lubitsch – Ninoczka
- Victor Fleming – Przeminęło z wiatrem

### Najlepszy aktor
- James Stewart − Pan Smith jedzie do Waszyngtonu
- Henry Fonda – Młodość Lincolna
- Robert Donat – Żegnaj Chips

### Najlepsza aktorka
- Vivien Leigh – Przeminęło z wiatrem
- Bette Davis – Mroczne zwycięstwo
- Greta Garbo – Ninoczka

### Najlepszy film zagraniczny
- Odrodzenie (Francja)
- U schyłku dnia (Francja)